# 兼職
兼職，也称非全職、短期工作、部分工時（英語：Part-time job）是勞工的類型和就業形式之一，与全职概念相对，每週工作時間比全職工作少，一般是學生於工餘或課餘時間另找一份或多份工。一邊讀書一邊兼職的學生在台灣稱為工讀生、打工族，在中國大陸稱為勤工儉學，香港稱為半工讀或半工半讀。
也有地方规定如果工人每週工作時間少於
20小時，則可以認為工人是兼職的。根據国际劳工组织的資料顯示，近20年來在大多數已開發國家（不包括美國），兼職人數已經從四分之一增加到一半。選擇做兼職有許多的原因，像是有些人想要去打工而選兼職，或者是被僱主削減工時，甚至有些人是找不到全職工作。在國際勞工組織第175號公約要求兼職人員的待遇不差於全職工人。
另外，一些人於工餘或課餘時間以自僱方式工作，亦是兼職的一種形式。這類兼職常見的有上門補習導師（家庭教師）、電腦維修、程式設計、鐘點家務助理、業餘模特兒等。
一般而言，兼職的工作時間會少於正常工時的職員，且工資亦較正職人員略低。依工作性質的不同，工時和工資不一定會比正職人員來得低，一般來說，持續性、定期的兼職工時一般較長，工資亦較低，而短期、臨時或非定期的兼職則工資較高。
如在7-11的兼職員工，其工作時間可能會偶而，甚至經常比店長來得長；而如在資訊展裡兼職的工讀生，其工資亦有可能比正職員工高。
在台灣，兼職亦受到勞動基準法的保護。香港的法例亦有保障兼職員工的權益，僱主要為兼職僱員供強積金。
“兼職”也可以用在學生身上（通常在高等教育中），兼职学生每個學期只修幾門課程，而不是修全部課程。
現今社會資訊發達，加盟創業亦成為兼職及副業的一個選擇，特許經營讓創業人士可以投入較少時間營運自己的副業兼職。

## 歐洲
在欧洲，東歐和西歐觀念差距很大，其中：在中歐和東歐國家，很少看到女性做兼職，而西歐卻相反。兼職工作比例最高的是荷蘭（見下文），保加利亞最低。女性（2015年歐盟平均水平為32.1％）和男性（8.9％）之間也存在差距

### 荷蘭
荷蘭到目前為止在歐盟和經濟合作與發展組織In 2012, 76.9% of women and 24.9% of men worked part-time.有最高比例的以時薪計算的員工。2012年時，有76.9%的女性和24.9%的男性在做兼職。
從事兼職工作的婦女比例很高，這是由社會規範和國家的歷史背景來解釋的，婦女在歐洲是最後一個進入勞動力市場的國家。當他們開始工作，他們選擇兼職開始做起: 根據經濟學人，20世紀的兩次世界大戰中，很少荷蘭男人上戰場，所以荷蘭女人沒有經歷過受雇勞動，也沒有領過其他國家勞動女性的同等工資。國家的財富加上 “荷蘭政策被基督教價值觀支配直到1980年代”意味著荷蘭女性比較慢進入勞動人口。最近Stijn Baert教授(Ghent University)所帶領的研究揭示了學生的兼職工作是他們簡歷在以後就業機會方面的一項資產。

## 澳大利亞
澳大利亞的兼職工作是有個很完整的框架。兼職員工的工作時間少於專業領域內的全職員工。 這可能會有所不同，但通常每周少於32小時。在澳洲兼職員工，除依據每週工作時間按比例（“按比例”）之外，依法有權享受薪年假，病假和產假等。因此，每個保證都會記錄在正規的工作名側上面。他們被賦予了她，她每週支付的工資為今晚和一個月。 澳洲內的雇主有義務提供與兼職工作人員有關的終止，冗餘和更換名額的最低限度通知要求。至2010年1月止，澳洲境內的兼職工人數量約為澳洲勞動力中1090萬人中的330萬。

## 加拿大
在加拿大，兼職員工都是那些在他們主要或者唯一工作每周少於30小時的。在2007年，每10名員工中就有1名以上，年齡25到54做兼職。一個有兼職安置通常與一個公司或企業簽約他們有一套他們同意的條款。 “兼職”也可以引用於一天只工作幾小時的學生(通常在高等教育)。通常不同國家的學生(印度、中國大陸、墨西哥等等)比較喜歡加拿大的更高的教育，因為比兼職工作更有用。

## 美國
根據勞動統計局的資料，兼職定義為每週工作1至34小時。 2007年，有1830萬美國人做兼職的工作。基本上，在美國的兼職員工無權獲得員工福利，例如健康保險。婦女政策研究所報告說，由於照顧家庭成員的要求，女性比男性有九倍的兼職能力。
在美國，越來越多的兼職人員的使用與員工調度軟件有關，這往往導致兼職人員的擴大，全職員工的減少以及不可預知和不方便的調度。

## 台灣
在台灣，一邊讀書一邊兼職工作的學生一般被稱為工讀生，運用工作之餘或下課之餘的時間，以自雇傭的方式工作，也是兼職的形式。在台灣，這類型常見的兼職有：補習班導師、家教、網拍模特兒、YouTuber...等等。